# Курунта
Курунта (1290 до н. е./1285 до н. е. — 1209 до н. е./1205 до н. е.) — великий цар (руба'ум рабі'ум) Новохеттського царства.

## Життєпис

### Володар Тархунтасси
Більшість дослідників розглядає його як молодшого сина царя Муваталлі II. При народженні отримав ім'я Улмі-Тешшуб. за різними відомостями його було відправлено батьком або братом до Нерікса під опіку стрийка Хаттусілі. Тут напевне здобув досвід у війнах з племенами каска.
У 1275 році до н. е. під час війни хаттусілі з царем Мурсілі III підтримав першого. В подальшому відмовився від влади над хеттами. Деякий час мав титул тухканті (спадкоємець), але потім його втратив. Причини цього невідомі. Натомість отримав від Хаттусілі III область Тархунтасса (регіон в подальшому відомий як Памфілія і Ісаврія), яка стала напівнезалежним царством.
Невдовзі після сходження на трон його стриєчного брата Тудхалії IV (близько 1239 року до н. е.) Улмі-Тешшуб уклав з ним договір, за яким Тархунтасса стала фактично незалежною державою. Натомість Курунта відмовлявся від прав на титул великого царя хеттів. Цим було зафіксовано частковий поділ Хеттського царства. Вів тривалі війни з царством Лукка.

### Великий цар
Після отримання влади великого царя змінив ім'я на Курунта. Час сходження на трон є доволі суперечливий, оскільки сама хеттська хронологія частково дискусійна. За одними розрахунками, за якими кінець правління царів Хаттусілі III і Тудхалія IV вважаються близько 1250 і 1230 роки до н. е. відповідно, Курунта посів трон близько 1230 року до н. е. й правив до 1227 року до н. е. За іншими — за умови завершення правління Хаттусілі III і Тудхалія IV в 1239 і 1209 роках до н. е. Курунта посів трон 1209 року до н. е. За цією гіпотезою його було повалено в тому ж або 1205 році до н. е. військами Арнуванда III або Суппілуліума II. В Тархунтассі зумів закріпити небіж Курунти — Хартапу.